# كيلي ويليامز
كيلي ويليامز (بالإنجليزية: Kelli Williams)‏ ممثلة إمريكية من مواليد 8 يونيو 1970, من أشهر أعمالها مسلسل علم النفس والتحقيقات والجريمة اكذب علي بشخصية د. جيليان فوستر.

## روابط خارجية
- كيلي ويليامز على موقع IMDb (الإنجليزية)
- كيلي ويليامز على موقع ألو سيني (الفرنسية)
- كيلي ويليامز على موقع أول موفي (الإنجليزية)
- كيلي ويليامز على موقع قاعدة بيانات الأفلام السويدية (السويدية)
- كيلي ويليامز على موقع إن إن دي بي (الإنجليزية)
- كيلي ويليامز على موقع ديسكوغز (الإنجليزية)
- كيلي ويليامز على موقع قاعدة بيانات الفيلم (الإنجليزية)
- كيلي ويليامز على موقع كينوبويسك (الروسية)